# Autodesk Fusion
Autodesk Fusionは、オートデスク社が開発しているクラウドベースの3D CAD、CAM、CAEソフトウェアである。3Dモデル、プリント基板、2D・3D図面の設計が可能。WindowsとmacOSで利用可能で、AndroidとiOS向けの簡易アプリケーションも配布されている。ソフトウェアのサブスクリプションライセンスは有償だが、学生・教員・教育機関は無償で利用可能である。また、非商用の個人用途であれば機能限定版ライセンスが無料で使用できる。2024年1月にFusion 360から現在の名称に変更された。

## 歴史
2013年9月24日にオートデスクから発表された。その多くの機能は前身であるInventor Fusionから取り入れられたものである。
リリース後も、他のオートデスク社製品との統合を続けている。
- 2017年 - Autodesk 123DのSlicer機能を統合[12]。
- 2021年
  - Autodesk Meshmixer は、Fusion 360 に機能を統合後に廃止[13][14]
  - Netfabbを統合[15][16]

## 特徴
3Dモデリング、シミュレーション、ドキュメンテーション機能が内蔵されており、機械加工・フライス加工・旋盤加工・積層造形などの造形プロセスを管理することができる。また、スキーマ設計、PCB設計、コンポーネント管理などの電子設計自動化（EDA）機能も備えている。

## 拡張機能
高度な拡張機能がオートデスク社から有償で販売されている。